# Bénifontaine
Bénifontaine là một xã của tỉnh Pas-de-Calais, thuộc vùng Hauts-de-France, miền bắc nước Pháp.

## History
The commune owes its name to the quality of the local water, which is used for brewing the regional Ch'Ti beer.
During World War I, the village, along with many others, was completely destroyed.

## Dân số
| 1962                                                                | 1968 | 1975 | 1982 | 1990 | 1999 | 2005 |
| ------------------------------------------------------------------- | ---- | ---- | ---- | ---- | ---- | ---- |
| 258                                                                 | 275  | 289  | 295  | 303  | 275  | 278  |
| Census count starting from 1962: Population without double counting |      |      |      |      |      |      |